# 南あわじ市滝川記念美術館玉青館
南あわじ市滝川記念美術館 玉青館（みなみあわじしたきがわきねんびじゅつかん ぎょくせいかん）は、兵庫県南あわじ市松帆西路にある日本初の現代南画の美術館であり、直原玉青の個人美術館である。1991年に開館した。台湾の故宮博物館を模した建物である。

## 概説
淡路島で育った現代南画の第一人者直原玉青の代表作「禅の牧牛 うしかひ草」や八角楼閣の天蓋部分に描かれた直径5メートルの「雲龍図」をはじめとする現代南画の名作を多数収蔵・展示。企画・特別展は随時行われている。
玉青は黄檗宗の僧籍を持ち、1980年より島内唯一の黄檗宗寺院・国清禅寺を復興し住職となり、数十点におよぶ襖絵を描いた。1990年、玉青は国清禅寺所有の土地を公共のために利用できないだろうかと旧西淡町に申し出、それを知った地元の開業医・滝川弘が、美術館建設の構想を町に提案し、建設費用全額を寄付した。玉青の芸術を後世にまで継承し、地域の芸術文化振興の拠点となることを目的としている。
兵庫県博物館協会加盟館。博物館法に基づく兵庫県教育委員会登録博物館である。またひょうごっ子ココロンカード、のびのびパスポートの対象施設になっている。あわじ花へんろ第37番札所。指定管理者制度を採用せず、南あわじ市の直営である。

## 主な収蔵品
- 直原玉青 「禅の牧牛　うしかひ草」（全十二作）
- 直原玉青 「相忘」（文部大臣賞受賞）
- 直原玉青 「迷」（内閣総理大臣賞受賞）
- 直原玉青 障壁画「慶野松原図」
- 直原玉青 天上画「雲龍図」

## 利用情報
- 開館時間 - 9:00−17:00 （入館は閉館の30分前まで）
- 休館日 - 月曜日、祝日の翌日、年末年始
- 常設展示料金 - 大人300円、大学生・高校生200円、中学生・小学生100円

## 交通
- 神戸淡路鳴門自動車道西淡三原インターチェンジから南へ5分
- らん・らんバス「玉青館前」下車

## 周辺
- 慶野松原
- 五色浜